# Cyrus Neshvad
Cyrus Neshvad (* in Teheran) ist ein luxemburgischer Filmregisseur, Filmproduzent und Drehbuchautor.

## Leben
Cyrus Neshvad floh mit seiner Familie im Alter von fünf Jahren aus dem Iran nach Luxemburg, wo er seitdem lebt. Nach dem Abitur studierte er an den Filmschulen in Montpellier und Paris. Seinen ersten Kurzfilm Charlie produzierte er 2001. Es folgte 2003 Soheila. Anschließend pausierte er zunächst und arbeitete als Immobilienhändler.
2008 gründete er mit Syneco seine eigene Filmproduktionsgesellschaft und drehte mehrere Kurzfilme, darunter 2014 Antoine und 2016 Fils, die beide auf mehr als 100 Filmfestivals gezeigt wurden.
2021 drehte er den Kurzfilm The Red Suitcase innerhalb von sechs Tagen am Flughafen Findel. Der Film wurde bei der Oscarverleihung 2023 als Bester Kurzfilm nominiert.

## Filmografie
- 2001: Charlie
- 2003: Soheila
- 2008: You for Me
- 2011: L’orchidee
- 2014: Antoine
- 2017: Fils
- 2019: Portraitist
- 2022: The Red Suitcase